# Pittsburgh Penguins
Die Pittsburgh Penguins (IPA: [ˈpɪtsbɝɡ ˈpeŋgwɪns]) sind ein US-amerikanisches Eishockeyfranchise der National Hockey League aus Pittsburgh im Bundesstaat Pennsylvania. Es wurde 1967 gegründet und nahm zum Beginn der Saison 1967/68 den Spielbetrieb auf. Die Teamfarben sind Schwarz, „Pittsburghgold“ und Weiß.
Die Penguins tragen ihre Heimspiele in der PPG Paints Arena (bis Oktober 2016: Consol Energy Center) aus und gingen aus der großen Erweiterung der Liga vor der Saison 1967/68 hervor, als die Teilnehmerzahl von sechs auf zwölf aufgestockt wurde. Nachdem das Team in den ersten 20 Jahren seines Bestehens sowohl sportlich als auch finanziell oft vor Probleme gestellt wurde, etablierte sich das Team um Mario Lemieux gegen Ende der 1980er Jahre an der Ligaspitze. Zu Beginn der 1990er Jahre gelang es zweimal den prestigeträchtigen Stanley Cup zu gewinnen. Nach einer weiteren Krise zu Beginn des neuen Jahrtausends fand die Mannschaft erneut den Weg ins Vorderfeld der Liga und feierte 2009, 2016 und 2017 weitere Titelgewinne.

## Geschichte
Ein professionelles Eishockeyteam aus Pittsburgh spielte bereits in den frühen Jahren der National Hockey League, die Pittsburgh Pirates von 1925 bis 1931. Später spielte mit den Pittsburgh Hornets ein Team in der American Hockey League, das sich allerdings 1967 auflöste. Grund dafür war die Aufstockung der NHL von sechs auf zwölf Mannschaften. Eines der neugegründeten Franchises waren die Pittsburgh Penguins.

### Schwieriger Anfang
Der erste General Manager der Penguins war Jack Riley, der anfangs keinen einfachen Job hatte, da er das Team mit Spielern besetzen musste, die hauptsächlich aus unteren Ligen geholt wurden. Mit Andy Bathgate und Leo Boivin hatten sie immerhin zwei NHL-erfahrene Spieler in ihren Reihen. In der ersten Saison verpassten sie die Play-offs und belegten den fünften Platz in der West Division. Allerdings war die Division hart umkämpft und die Penguins lagen nur sechs Punkte hinter Platz eins.
Trainer für die ersten zwei Spielzeiten war George Sullivan, der von Red Kelly abgelöst wurde. Sportliche Erfolge stellten sich in den ersten Jahren keine ein, das spieltechnische Niveau war eher durchwachsen, so dass die zwei erfahrensten Spieler, Bathgate und Boivin, das Team verließen. In den ersten sieben Spielzeiten wurden die Play-offs fünfmal nicht erreicht.
Das Management hatte aber im Draft mehr Erfolg. Sie verpflichteten im NHL Amateur Draft 1969 mit Michel Brière einen jungen talentierten Spieler, der in 100 Spielen bei den Junioren 320 Punkte erzielte. Er gehörte zu den Schlüsselspielern und Garanten, das die Penguins 1970 die Play-off-Spiele erreichten, doch kurze Zeit später war Brière in einen Autounfall verwickelt und starb 1971 an den Folgen.

### Erste Erfolge und finanzielle Probleme
Während der Saison 1973/74 durchlebte das Team eine sportliche Krise und befand sich in den untersten Rängen der Liga was zur Folge hatte, dass Jack Riley als General Manager entlassen wurde. Nachfolger Jack Button begann das Team umzubauen und Spieler, wie Steve Durbano, J. Bob Kelly oder Bob Paradise zu verpflichten. Das Team spielte nun erfolgreicher, konnte sich aber für Play-off-Spiele nicht qualifizieren.
Der sportliche Aufschwung verfestigte sich aber und hielt an, es wurden weitere Stars verpflichtet, wie Rick Kehoe oder Ron Stackhouse, doch der große Erfolg – der Gewinn der Meisterschaft nach der Qualifikation für die Playoffs – gelang dem Team nicht. 1974/75 wären sie beinahe ins Halbfinale um den Stanley Cup eingezogen. Sie führten gegen die New York Islanders schon mit 3-0 Gewinnspielen und benötigten nur noch einen Sieg zum Erreichen des Semifinals. Aber den Islanders gelang die Umkehrung der Verhältnisse und gewannen vier Spiele in Folge und damit auch die Serie gegen die Penguins.
1975 stand das Franchise kurz vor dem wirtschaftlichen Aus, da Gläubiger von den Teamverantwortlichen verlangten, die bestehenden Verbindlichkeiten auszugleichen. Eine Investorengruppe verhinderte durch sein Investment den sonst eintretenden Bankrott. Baz Bastien ersetzte dann Jack Button als General Manager und engagierte Spieler, wie Orest Kindrachuk, Tom Bladon und Rick MacLeish, was sich vorerst auch sportlich auszahlte, doch da er für junge Nachwuchsspieler Vorzugsrechte für den NHL Entry Draft abgegeben hatte, bekam das Team in den frühen achtziger Jahren Probleme, da diese durch Abwanderung fehlten.
Zu Beginn der achtziger Jahre entschied sich das Team seine Teamfarben von Blau-Weiß in Gold-Schwarz zu ändern. Das Footballteam Pittsburgh Steelers und das Baseballteam Pittsburgh Pirates trugen ebenfalls Gold und Schwarz. Die Boston Bruins erhoben beim NHL-Schiedsgericht eine Klage gegen diese Änderung, da sie ebenfalls dieselben Vereinsfarben tragen, doch die Klage wurde abgewiesen, da die Penguins begründeten, dass alle Teams in der Stadt in diesen Farben spielen und das erste NHL-Team in Pittsburgh in den zwanziger und dreißiger Jahren ebenfalls diese Farben trug.

### Die Lemieux-Ära

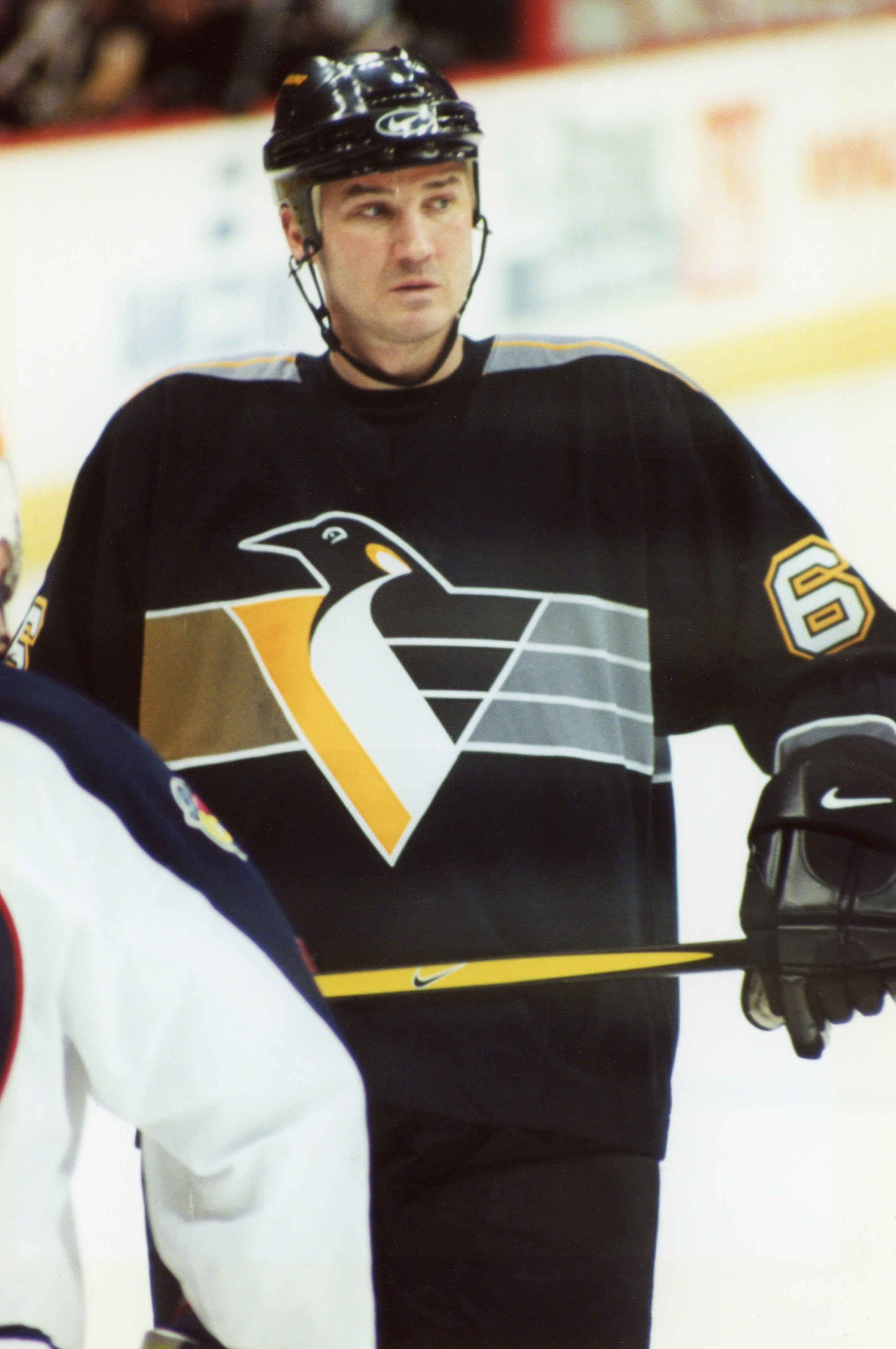
Mario Lemieux, bester Spieler in der Geschichte der Penguins, mehrfacher Rekordhalter und später auch Teambesitzer

1983 und 1984 belegten die Penguins den letzten Platz in der Liga, was dem Team aber die Möglichkeit gab, als erstes Team einen Spieler im Draft auszuwählen. So konnten sie im NHL Entry Draft 1984 das Supertalent Mario Lemieux verpflichten. Viele Teams versuchten den Jungstar sofort mit attraktiven Transferangeboten aus Pittsburgh wegzulocken, doch das Management schlug alle Angebote aus.
Gleich in seinem ersten Spiel bewies Lemieux wie viel Talent in ihm steckte. Mit seinem ersten Schuss seiner NHL-Karriere schoss er sein erstes Tor. Und am Ende der Saison 1984/85 hatte er 100 Punkte erzielt, jedoch musste das Team sich erst von Jahr zu Jahr in der Tabelle wieder hoch arbeiten. Erst in der Spielzeit 1988/89 schafften sie wieder den Einzug in die Play-offs. Lemieux, der 1987 zum Mannschaftskapitän ernannt wurde, hatte die beste Saison seiner gesamten Karriere gespielt, er hatte 85 Tore erzielt und insgesamt 199 Punkte erreicht, womit er zum zweiten Mal in Folge Wayne Gretzky übertrumpfen konnte. Doch Lemieux war nicht der einzige Grund für den Wiederaufstieg der Penguins. In den letzten Jahren hatte man um ihn herum ein gutes Team aufgebaut mit Spielern, wie Paul Coffey, Kevin Stevens und John Cullen, sowie Torhüter Tom Barrasso.
Die Saison 1989/90 war wieder von Misserfolg gezeichnet, doch 1990/91 erreichte das Team seinen Höhepunkt. Mit Jaromír Jágr wurde im NHL Entry Draft 1990 ein tschechisches Supertalent ausgewählt, Mark Recchi wurde vom Farmteam in den NHL-Kader geholt und Joe Mullen und Bryan Trottier unterschrieben vor der Saison Verträge als Free Agents. Während der Saisons wurden mit spektakulären Transfers noch Larry Murphy, Ron Francis und Ulf Samuelsson verpflichtet. Mit dieser schlagkräftigen Truppe schafften sie es bis ins Stanley-Cup-Finale und gewannen dort gegen die Minnesota North Stars mit 4-2.
Kurz nach dem Triumph wurde bei Trainer Bob Johnson eine Krebserkrankung festgestellt und er gab sein Amt an Trainer-Veteran Scotty Bowman ab. Johnson starb im November 1991. Die Penguins konnten unter Bowman den Stanley Cup verteidigen.
Im Januar 1993, etwas länger als ein Jahr nach dem Krebs-Tod von Johnson, wurde bei Mario Lemieux Morbus Hodgkin, ein bösartiger Tumor im Lymphsystem, diagnostiziert. Nach zweimonatiger Behandlung und 24 verpassten Spielen kehrte er bereits wieder zurück zum Team, konnte seine Konkurrenten um die Art Ross Trophy als bester Scorer noch überholen und das Team gewann seine erste Presidents’ Trophy als bestes Team der regulären Saison. Doch der dritte Stanley Cup in Folge konnte nicht gewonnen werden.
In den folgenden Jahren konnten sie zwar nicht mehr das Stanley-Cup-Finale erreichen, doch gehörten die Pens zu den stärksten Teams der Liga. Das Gesicht der Mannschaft änderte sich mit der Zeit und neue Spieler, wie Robert Lang, Darius Kasparaitis, Martin Straka, Sergei Subow, Petr Nedvěd und Alexei Kowaljow entwickelten sich zu wichtigen Stützen des Teams. Das war auch wichtig für das Team, denn 1997 beendete Mario Lemieux seine Karriere. Er wurde umgehend in die Hockey Hall of Fame aufgenommen, was nur Spielern zukommt, die Besonderes in der NHL geleistet haben. Alle anderen müssen nach ihrem Karriereende mindestens drei Jahre warten. An seine Stelle trat Jaromír Jágr, der sich zu einem der besten Scorer der NHL entwickelte. Von 1992 bis 2001 konnten Lemieux und Jágr gemeinsam neun von zehn Art-Ross-Trophäen gewinnen.

### Talente und Geldsorgen

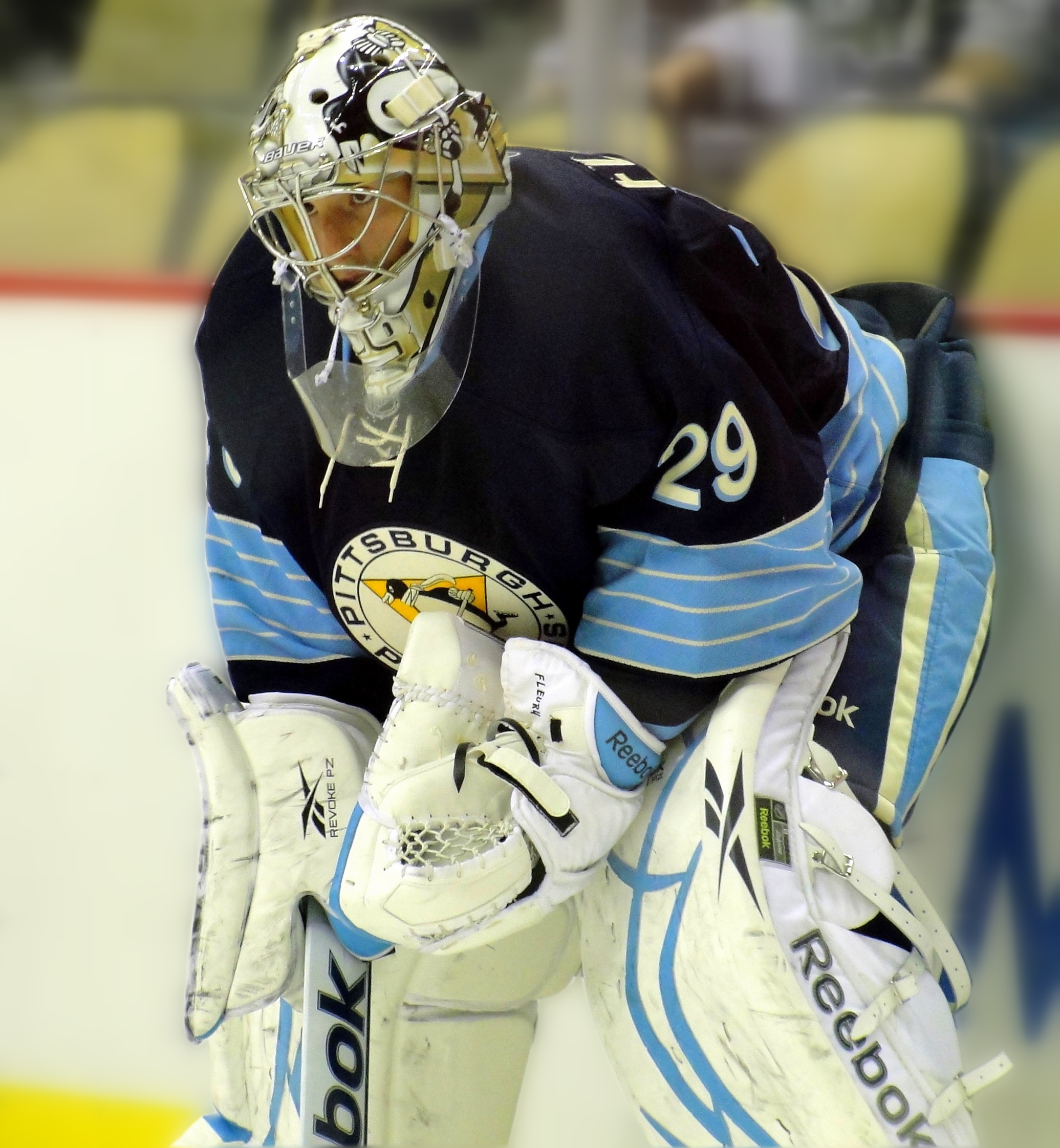
Torhüter Marc-André Fleury, bis 2017 bei den Penguins, war eines der großen Talente der „Pens“

Die hohen Gehälter der Spieler gefährdeten das wirtschaftliche Überleben des Klubs, diese finanzielle Krise führte letztlich im November 1998 zur Insolvenz. Mario Lemieux erwarb daraufhin den Klub und verhinderte somit eine Umsiedlung in eine andere Stadt durch eine Fremdübernahme. Er verursachte Ende Dezember 2000 eine Sensation, als er sein Comeback als Spieler in der NHL gab und war dadurch der erste Spieler, der gleichzeitig Eigentümer seines Teams war.
Doch das Team musste weiter seine Kosten senken. Jaromír Jágr wurde 2001 nach Washington abgegeben, Robert Lang verließ das Team, genauso wie einige Spieler mehr. Das wirkte sich auf die sportliche Situation aus und das Team verpasste 2002 zum ersten Mal seit zwölf Jahren wieder die Playoffs. In den nächsten Saisons fielen die Penguins in der Tabelle noch weiter ab.
Die Saison 2003/04 sollte dazu dienen das Team neu aufzubauen. Neuer Trainer wurde Eddie Olczyk und mit Marc-André Fleury hatte man einen jungen Torhüter als Gesamtersten im NHL Entry Draft 2003 dazubekommen. Doch schon zu Beginn der Saison verletzte sich Mario Lemieux und kam in der Spielzeit nicht mehr zum Einsatz. Martin Straka wurde nach Los Angeles abgegeben und Fleury wurde zunächst wieder zurück zu seinem Team in der Juniorenliga geschickt. Die Penguins belegten den letzten Platz in der NHL und hatten somit eigentlich das Recht, als erstes im NHL Entry Draft 2004 einen Spieler zu wählen, doch die Washington Capitals gewannen die Draftlotterie. Man durfte man sich als zweites einen Spieler auswählen und entschied sich für Jewgeni Malkin.

### Lockout und CBA
Im Sommer 2004 begannen die Verhandlungen zwischen den Teams, der Spielergewerkschaft NHLPA und der Liga über ein neues Collective Bargaining Agreement (CBA), eine Art Tarifvertrag. Doch es kam zu keiner schnellen Entscheidung und die Teams sperrten ihre Spieler aus. Dies führte schließlich zur Absage der Saison 2004/05. Erst im Sommer 2005 konnte man sich einigen. Das neue Abkommen kam den Penguins entgegen, denn es wurde eine Gehaltsobergrenze, ein Salary Cap, für alle Teams eingeführt. Da die Penguins in den vergangenen Jahren immer finanzielle Probleme hatten und gute und damit auch teure Spieler abgeben mussten, während sich reiche Teams richtige All-Star-Mannschaften aufbauten, sollte die Regelung dazu führen, dass der sportliche Erfolg nicht mehr zu sehr vom Finanziellen abhängt.

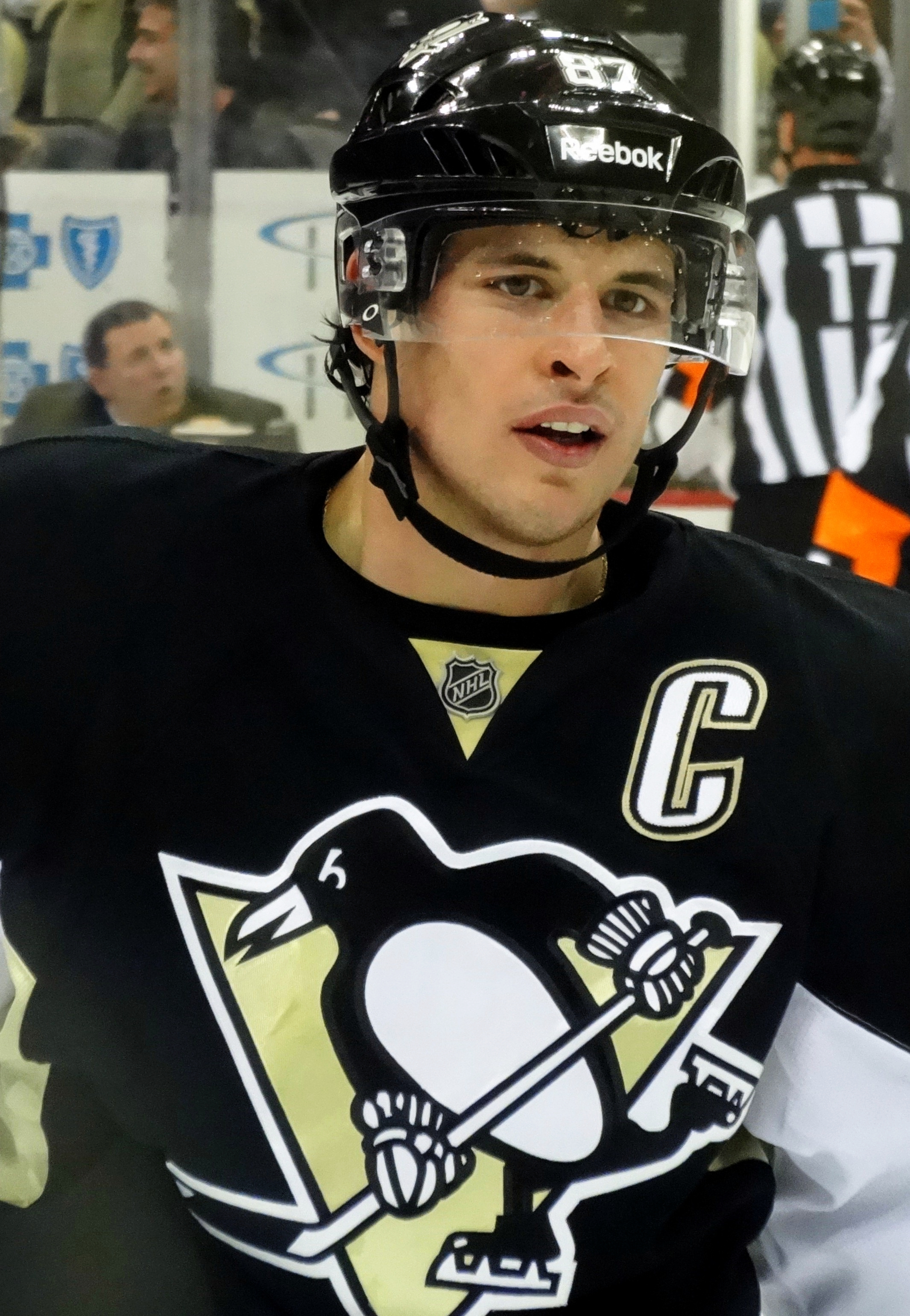
Sidney Crosby ist der neue Superstar in Pittsburgh

### Neubeginn mit Sidney Crosby
Fast genauso wichtig war der Fakt, dass die Penguins im NHL Entry Draft 2005 als erstes Team auswählen durften und sich für Sidney Crosby entschieden, ein großes Talent, das in Anlehnung an „The great one“, Wayne Gretzky, ziemlich schnell „The next one“ getauft wurde. Verstärkt wurde das Team durch Sergei Gonchar, John LeClair und Žigmund Pálffy, die als Free Agents unterschrieben. Jocelyn Thibault wurde über einen Transfer nach Pittsburgh geholt. Die Saison begann für das Team schleppend und man reagierte mit einem Trainerwechsel und verpflichtete Michel Therrien. Das Team verpasste die Playoffs klar und belegte den vorletzten Platz. Sidney Crosby dagegen schlug in seiner Debütsaison sofort ein und übertraf mit 102 Punkten Mario Lemieux, der in seinem Rookiejahr 100 Punkte erreicht hatte. Lemieux hatte die Saison noch mit dem Team begonnen, doch zur Mitte der Spielzeit beendete er seine Karriere schließlich endgültig.
Der Vertrag von General Manager Craig Patrick, der die Geschicke des Teams seit 1989 leitete, wurde im Sommer 2006 nicht verlängert. Stattdessen erhielt Ray Shero den Posten als GM. Im NHL Entry Draft 2006 durfte sich das Team als zweites einen Spieler auswählen und entschied sich für Jordan Staal, dessen Brüder Marc und Eric bereits zu NHL-Teams gehörten. Hinzu kam, dass Evgeni Malkin im Herbst zu den Penguins stieß, den man 2004 an zweiter Stelle gedraftet hatte.

### Gescheiterter Verkauf des Teams und mögliche Umsiedlung

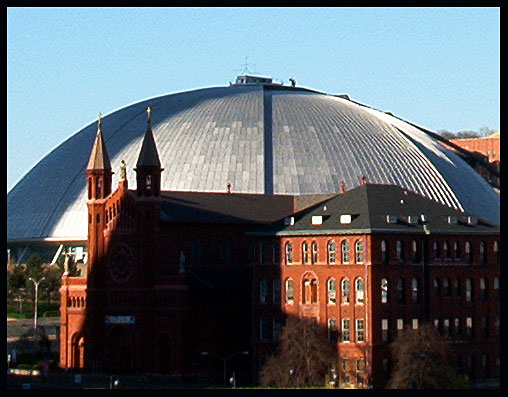
Die veraltete Mellon Arena war das große Streitthema während der Verhandlungen um den Verbleib der Penguins in Pittsburgh

Am 4. Oktober 2006 wurde bekannt gegeben, dass das Team an eine Gruppe um Jim Balsillie, einer der Vorstände von Research In Motion, verkauft werden soll. So einigten sich zunächst Balsillies Partei mit der aktuellen Gruppe von Besitzern um Mario Lemieux. Allerdings musste das Geschäft erst noch von der NHL genehmigt werden.
Es kamen sofort Gerüchte auf, ob das Team umgesiedelt werden sollte. So wurden Hamilton und Waterloo in der kanadischen Provinz Ontario als neue Spielstätten ins Gespräch gebracht. Ein Grund für diese Gerüchte war vor allem, das die Mellon Arena für den Klub nicht mehr wirtschaftlich tragbar und profitabel nutzbar ist.
Hoffnungen auf ein Fortbestehen des Teams in Pittsburgh machte das Glücksspiel-Unternehmen Isle of Capri Casinos, das für 290 Millionen US-Dollar eine neue Multifunktionsarena bauen wollte, in der dann auch die Penguins spielen sollten, sollte das Unternehmen eine Glücksspiel-Lizenz im Bundesstaat Pennsylvania erhalten. Die Entscheidung wurde am 20. Dezember 2006 gefällt, die Lizenz ging aber an PITG Gaming Majestic Star.
Am 15. Dezember 2006 trat zudem die Investorengruppe um Jim Balsillie vom Kauf der Penguins zurück. Es gab keine offizielle Begründung, doch einige Quellen meinten, dass die NHL in den abschließenden Verhandlungen mit Balsillie eine Liste mit Punkten vorgelegt haben soll, die ihn unter anderem dazu verpflichten sollte, das Team unter allen Umständen in Pittsburgh zu behalten. Damit war er nicht einverstanden und entschied sich das Franchise vorerst doch nicht zu übernehmen. Er galt aber immer noch als möglicher Käufer.
Nach Balsillies Rückzug kamen im Dezember weitere Namen als Käufer auf. So wäre Frank D’Angelo, Vorsitzender der kanadischen Steelback Brauerei, zusammen mit Milliardär Bernard Sherman bereit gewesen das Team zu kaufen und sie hätten sogar eine neue Arena gebaut. D’Angelo hatte sich erst einige Monate zuvor darum bemüht ein Franchise in der CFL, der kanadischen American-Football-Liga, zu eröffnen, hatte aber nicht den Zuschlag erhalten. Kurz darauf bestätigte D’Angelo, dass er ein Gebot für die Penguins abgeben werde und unterstrich, dass er die Penguins unbedingt in Pittsburgh behalten möchte.
Ein weiterer Kandidat für den Kauf war Mark Cuban, der Besitzer der Dallas Mavericks aus der Basketballliga NBA.
Nach einer turbulenten Woche in der erst der Verkauf an Balsillie platzte und nur fünf Tage später Isle of Capri Casinos nicht die Glücksspiellizenz erhalten hatte, erklärte Mario Lemieux, dass das Team aktuell nicht mehr zum Verkauf stehe und man die Zukunft des Teams nun selbst in die Hand nehmen möchte. Lemieux führte mit einigen Städten außerhalb von Pennsylvania Gespräche, ob sie an einem NHL-Franchise interessiert wären. Kansas City zeigte großes Interesse, auch weil man den neuen Sprint Center hat, der allerdings kein Team der großen Profiligen beheimatete. Parallel begann die Besitzergruppe um Lemieux mit den Politikern und Verantwortlichen in Pittsburgh einen Plan zu erarbeiten, dass das Franchise doch in Pittsburgh erhalten bleiben kann.
Nachdem es Ende Februar 2007 hieß, dass die Verhandlungen über einen neuen Mietvertrag für die Mellon Arena, sowie eine Einigung über den Bau einer neuen Arena in greifbarer Nähe seien, kam am 5. März die Enttäuschung, als bekannt wurde, dass die Verhandlungen abgebrochen wurden. Somit wurde eine Umsiedlung der Penguins immer wahrscheinlicher. Kansas City war dabei der große Favorit. Doch am 13. März wurde bekannt, dass doch noch eine Lösung gefunden wurde, die es dem Franchise erlaubt für weitere 30 Jahre in Pittsburgh zu bleiben und den Bau einer neuen Arena beinhaltet.

### Neue Erfolge
Trotz der Probleme abseits des Eises spielten die Pittsburgh Penguins ihre beste Saison seit langem. Die Neuprofis Jordan Staal und Jewgeni Malkin fanden sich sofort in der Liga zurecht, und Sidney Crosby konnte sich im Vergleich zu seiner Debütsaison nochmal steigern. Malkin setzte gleich zu Beginn der Saison 2006/07 ein Ausrufezeichen, als er in jedem seiner ersten sechs Spiele traf und somit einen Rekord einstellte, der 1917 aufgestellt und seitdem nicht mehr erreicht worden war. Bei einem 8:4-Sieg über die Philadelphia Flyers erzielte Crosby ein Tor und bereitete fünf vor, wodurch er die Führung in der Scorerwertung übernahm. Am 10. Februar 2007 rückte der dritte Jungstar der Penguins, Jordan Staal, ins Rampenlicht, als er als jüngster Spieler in der NHL-Geschichte einen Hattrick erzielte. Außerdem verpflichteten die Penguins im selben Monat Georges Laraque und Gary Roberts, um ihrem Spiel mehr Härte zu verleihen. Das Team schloss die Saison schließlich auf dem fünften Platz der Eastern Conference ab und erreichte mit 105 Punkten das zweitbeste Ergebnis der Franchise-Geschichte. Sidney Crosby sicherte sich als jüngster Spieler in der NHL-Geschichte die Art Ross Trophy als bester Scorer mit 120 Punkten. In den Playoffs trafen die Penguins in der ersten Runde auf die Ottawa Senators, denen sie in fünf Spielen unterlegen waren.
Nach der Saison wurde Crosby mit der Hart Memorial Trophy als wertvollster Spieler ausgezeichnet und wurde jüngster Gewinner des Lester B. Pearson Award als bester Spieler der NHL-Saison. Zudem erhielt Evgeni Malkin die Calder Memorial Trophy als bester Neuprofi.
In der Saison 2007/08 gewannen die Penguins das erste Mal seit 1998 wieder den Division-Titel. In der gleichen Saison erreichten sie zudem erstmals seit der Spielzeit 1991/92 wieder das Stanley-Cup-Finale, welches sie mit 2:4 gegen die Detroit Red Wings verloren. Ein Jahr später erreichten sie erneut die Finalserie, wiederum gegen die Detroit Red Wings. Im Finale der Eastern Conference bezwangen die Penguins zuvor die Carolina Hurricanes klar mit 4:0-Siegen. Nach drei Auswärtsniederlagen und drei Heimsiegen kam es zum 15. Mal seit Einführung der Best-of-Seven-Regel zum Stanley-Cup-Finale 1939 zum entscheidenden siebten Spiel, welches die Penguins mit 2:1 gewannen und sich somit ihren dritten Stanley-Cup-Sieg sicherten. Der Kanadier Maxime Talbot erzielte im Finale beide Tore für die Penguins. Malkin, der sowohl in der regulären Saison als auch in den Playoffs NHL-Topscorer wurde, erhielt die Conn Smythe Trophy als wertvollster Spieler der Playoffs. In der Saison 2015/16 gewannen die Penguins ihren vierten Stanley Cup. Im Finale wurden die San Jose Sharks mit 4:2-Siegen bezwungen. Der entscheidende Sieg wurde am 12. Juni 2016 mit 3:1 in San Jose erreicht. Die Conn Smythe Trophy ging in dieser Finalserie an Sidney Crosby. Im Laufe der regulären Saison sah es zunächst nicht nach dem Titelgewinn aus, da sich die Penguins im Dezember 2015 außerhalb der Playoff-Ränge befanden. Nach dem Wechsel des Trainers hin zu Mike Sullivan, starteten die Penguins eine Aufholjagd in der Eastern Conference und sicherten sich den zweiten Platz in der Metropolitan Division. In den Playoffs eliminierten sie die New York Rangers mit 4:1, die Washington Capitals (welche in der regulären Saison die Presidents’ Trophy gewannen) mit 4:2 und im Eastern-Conference-Finale die Tampa Bay Lightning mit 4:3-Siegen.
Die Pittsburgh Penguins starteten in ihre 50. NHL-Saison als Titelverteidiger. Nachdem sich die Detroit Red Wings 25 Saisons hintereinander für die Playoffs qualifiziert hatten, schafften sie dies in diesem Jahr nicht. So übernahm Pittsburgh am Ende der Saison mit jetzt elf aufeinander folgenden Teilnahmen an den Playoffs die Führung in dieser Statistik. Nach Siegen gegen die Columbus Blue Jackets, Washington Capitals, Ottawa Senators und Nashville Predators sicherten sich die Penguins ihren zweiten Stanley-Cup-Sieg in Folge. Seit den Detroit Red Wings in der Saison 1997/98 waren die Pittsburgh Penguins damit das erste Team, dem es gelang den Stanley-Cup-Titel erfolgreich zu verteidigen. In der Saison 2017/18 strebten die Pittsburgh Penguins einen sogenannten Three-peat an, also den dritten Stanley Cup in Folge. Nach einer relativ durchwachsenen Saison schafften es die Penguins dennoch sich für die Playoffs zu qualifizieren. Nachdem sie in der ersten Runde die Philadelphia Flyers schlagen konnten, scheiterten sie dieses Mal an den Washington Capitals im Conference Halbfinale.
In der Saison 2022/23 verpassten die Pittsburgh Penguins erstmals seit 2006 die Playoffs, ebenso wie in den Folgejahren 2023/24 und 2024/25.

## Spielstätten

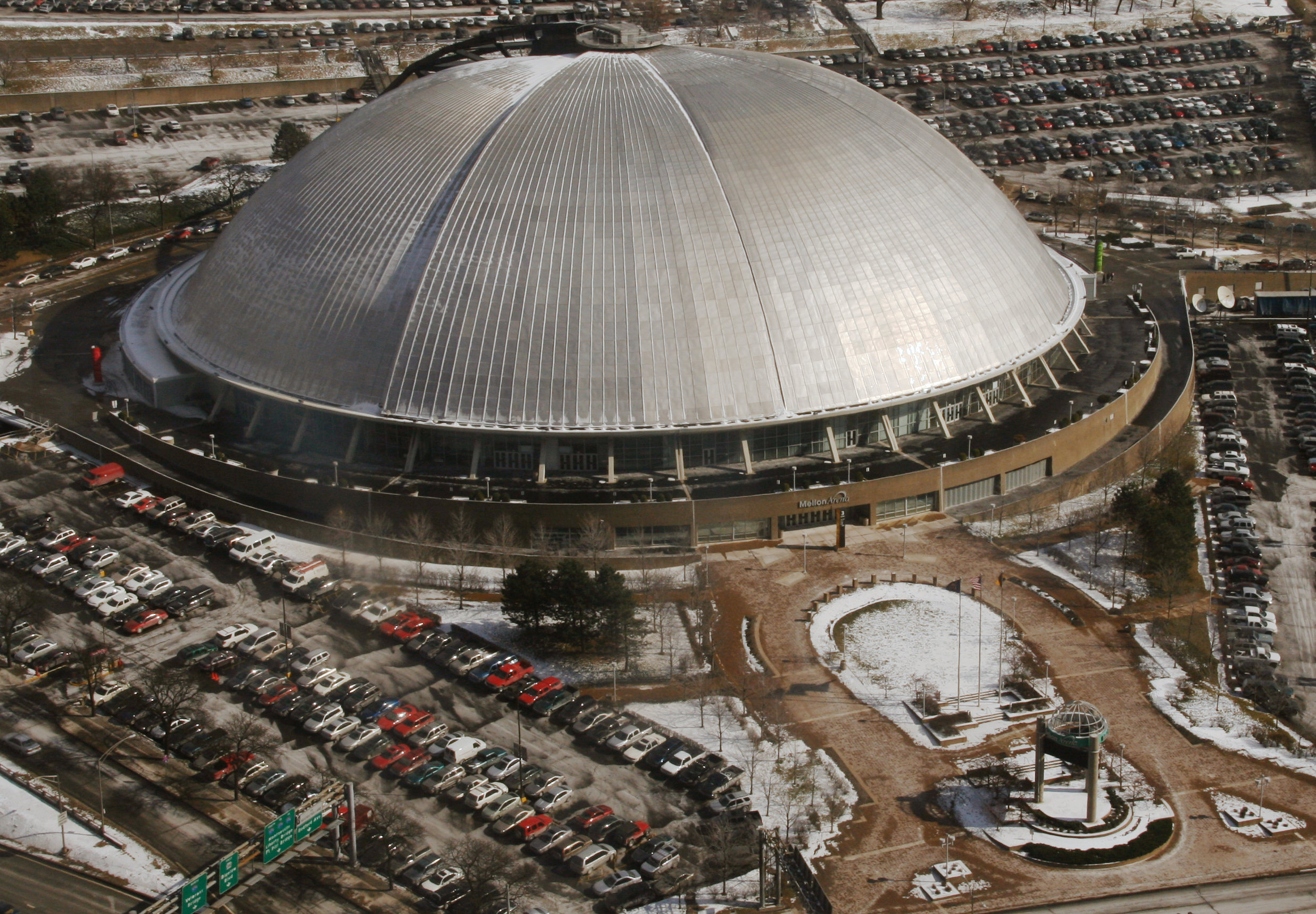
Die 1961 erbaute Mellon Arena

Die Penguins trugen ihre Heimspiele seit ihrer Gründung im Jahr 1967 bis zum Jahr 2010 in der Mellon Arena, einer 16.958 Zuschauer fassenden Multifunktionsarena, aus. Von 1961 bis 1999 trug die Halle den Namen Pittsburgh Civic Arena. 1999 erwarb Mellon Financial für zehn Jahre die Namensrechte an der Arena. Hierfür investierte das Unternehmen 18 Millionen US-Dollar. Noch bis 2009 hatten diese Rechte Bestand. Die Halle wurde aufgrund ihrer Form scherzhaft „Igloo“ (dt. Iglu) genannt. Die Arena war 1995 zudem auch Schauplatz für den Actionfilm „Sudden Death“ mit Jean-Claude Van Damme in der Hauptrolle. Darin planen Terroristen, ein Attentat während eines fiktiven Stanley-Cup-Finalspiels der Penguins.

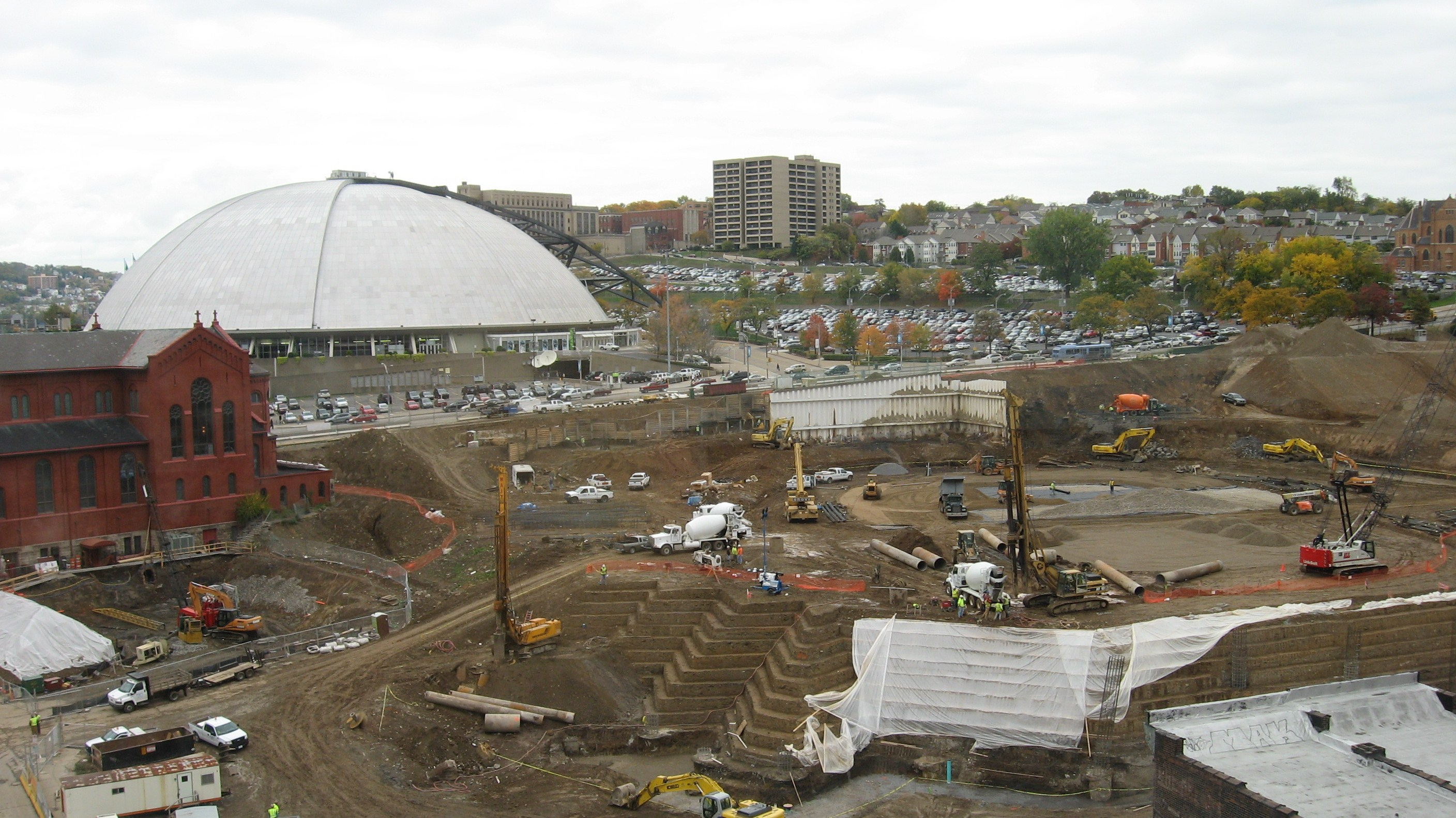
Neubau des Consol Energy Center direkt neben der Mellon Arena

Schon lange stand die älteste der 30 NHL-Arenen in der Kritik. Gegnerische Spieler klagten über die schlechten Bedingungen in der Gästekabine. Bei einem Stromausfall während eines Spiels gegen die Toronto Maple Leafs am 19. März 2006 skandierten die Fans für den Neubau einer Arena. Fast auf den Tag genau ein Jahr später kam es dann tatsächlich zur Einigung über den Neubau. Im August 2010 wurde die 18.087 Zuschauer fassende Halle mit dem Namen Consol Energy Center eröffnet, die sich unmittelbar neben der alten Arena befindet. Die Namensrechte erwarb der Energiekonzern Consol Energy für die Dauer von 21 Jahren im Dezember 2008, jedoch kaufte PPG Industries die Rechte im Oktober 2016, sodass die Spielstätte fortan PPG Paints Arena heißt.

## Erfolge und Ehrungen

### Sportliche Erfolge
| Stanley Cups                                |                                                      |
| Saison                                      |                                                      |
| 1990/91, 1991/92, 2008/09, 2015/16, 2016/17 |                                                      |
| Presidents’ Trophies                        |                                                      |
| Saison                                      |                                                      |
| 1992/93                                     |                                                      |
| Conference Championships                    | Saison                                               |
| Prince of Wales Trophy                      | 1990/91, 1991/92, 2007/08, 2008/09, 2015/16, 2016/17 |
| Division Championships                      | Saison                                               |
| Patrick Division                            | 1990/91, 1992/93                                     |
| Northeast Division                          | 1993/94, 1995/96, 1997/98                            |
| Atlantic Division                           | 2007/08, 2012/13                                     |
| Metropolitan Division                       | 2013/14                                              |
| East Division                               | 2020/21                                              |

### NHL Awards
Art Ross Trophy
- Mario Lemieux: 1987/88, 1988/89, 1991/92, 1992/93, 1995/96, 1996/97
- Jaromír Jágr: 1994/95, 1997/98, 1998/99, 1999/2000, 2000/01
- Sidney Crosby: 2006/07, 2013/14
- Jewgeni Malkin: 2008/09, 2011/12

Bill Masterton Memorial Trophy
- Lowell MacDonald: 1972/73
- Mario Lemieux: 1992/93
- Kris Letang: 2022/23

Calder Memorial Trophy
- Mario Lemieux: 1984/85
- Jewgeni Malkin: 2006/07

Conn Smythe Trophy
- Mario Lemieux: 1990/91, 1991/92
- Jewgeni Malkin: 2008/09
- Sidney Crosby: 2015/16, 2016/17

Frank J. Selke Trophy
- Ron Francis: 1994/95

Hart Memorial Trophy
- Mario Lemieux: 1987/88, 1992/93, 1995/96
- Jaromír Jágr: 1998/99
- Sidney Crosby: 2006/07, 2013/14
- Jewgeni Malkin: 2011/12

Jack Adams Award
- Dan Bylsma: 2010/11

James Norris Trophy
- Randy Carlyle: 1980/81

Lady Byng Memorial Trophy
- Rick Kehoe: 1980/81
- Ron Francis: 1994/95, 1997/98

Lester B. Pearson Award
- Mario Lemieux: 1985/86, 1987/88, 1992/93, 1995/96
- Jaromír Jágr: 1998/99, 1999/2000
- Sidney Crosby: 2006/07, 2012/13, 2013/14

Lester Patrick Trophy
- Jack Riley: 1985/86
- Joe Mullen: 1994/95
- Mario Lemieux: 1999/2000
- Craig Patrick: 1999/2000
- Herb Brooks: 2001/02

Mark Messier Leadership Award
- Sidney Crosby: 2009/10

Maurice Richard Trophy
- Sidney Crosby: 2009/10, 2016/17

NHL General Manager of the Year Award
- Ray Shero: 2012/13
- Jim Rutherford: 2015/16

NHL Plus/Minus Award
- Mario Lemieux: 1992/93
- Ron Francis: 1994/95
- Pascal Dupuis: 2012/13

Ted Lindsay Award
- Jewgeni Malkin: 2011/12
- Sidney Crosby: 2012/13

### NHL All-Star Team-Nominierungen
| Auszeichnung         | Name | Saison |
| All-Rookie Team      | Mario Lemieux Warren Young Jaromír Jágr Patrick Lalime Alexei Morosow Sébastien Caron Ryan Malone Sidney Crosby Evgeni Malkin Jordan Staal Matt Murray | 1984/85 1990/91 1996/97 1997/98 2002/03 2003/04 2005/06 2006/07 2016/17 |
| First All-Star Team  | Randy Carlyle Mario Lemieux Paul Coffey Kevin Stevens Jaromír Jágr Sidney Crosby Jewgeni Malkin James Neal Chris Kunitz                                | 1980/81 1987/88, 1988/89, 1992/93, 1995/96, 1996/97 1988/89 1991/92 1994/95, 1995/96, 1997/98, 1998/99, 1999/00, 2000/01 2006/07, 2012/13, 2013/14, 2015/16 2007/08, 2008/09, 2011/12 2012/13 |
| Second All-Star Team | Mario Lemieux Paul Coffey Kevin Stevens Tom Barrasso Larry Murphy Jaromír Jágr Sidney Crosby Kris Letang                                               | 1985/86, 1986/87, 1991/92, 2000/01 1989/90 1990/91, 1992/93 , 1994/95 1996/97 2009/10, 2014/15, 2016/17, 2018/19 2012/13, 2015/16                                                             |

Seit der Gründung des Franchises schafften es zwölf Spieler insgesamt 36 Mal in eines der All-Star-Teams sowie zehn weitere ins All-Rookie-Team gewählt zu werden.

### NHL All-Star Game-Nominierungen
Abkürzungen: GP = Spiele, G = Tore, A = Vorlagen,
Pts = Punkte
| Name           | von – bis | GP | G  | A  | Pts |
| Mario Lemieux  | 1985–2002 | 10 | 13 | 10 | 23  |
| Jaromír Jágr   | 1992–2000 | 6  | 4  | 4  | 8   |
| Paul Coffey    | 1988–1992 | 5  | 0  | 2  | 2   |
| Jewgeni Malkin | 2008–2016 | 4  | 3  | 4  | 7   |
| Jean Pronovost | 1975–1978 | 4  | 0  | 0  | 0   |
| Kevin Stevens  | 1991–1993 | 3  | 3  | 2  | 5   |
| Greg Polis     | 1971–1973 | 3  | 2  | 0  | 2   |

Mit je zehn Teilnahmen für die Penguins ist Mario Lemieux der Spieler, der auf die meisten Teilnahmen in der Geschichte des Teams zurückblicken kann. Mit 23 Punkten ist er auch der erfolgreichste Spieler. Kein anderer Spieler kommt auch nur annähernd an seine 13 Tore und zehn Vorlagen heran.
Beim 21. All-Star Game im Jahr 1968 war Ken Schinkel der erste Spieler, der für Pittsburgh teilnahm. Beim All-Star Game 1970 gelang Dean Prentice das erste Tor bei einem All-Star-Game. Sein Mannschaftskamerad Bob Woytowich gab hierzu die Vorlage.
Greg Polis wurde 1971 durch zwei Tore zum wertvollsten Spieler des All-Star-Games gewählt. Mario Lemieux erhielt diese Auszeichnung bei den Austragungen 1985, 1988 und 1990 insgesamt dreimal.
1990 waren die Penguins Gastgeber des All-Star-Games, das 17.503 Zuschauer besuchten. Eigentlich war Pittsburgh erst 1993 als Austragungsort vorgesehen, doch Montréal scheute den Vergleich mit Québec, das viel Lob für die Austragung des Rendez-vous ’87 erhalten hatte, wodurch Pittsburgh als Gastgeber einsprang.
Außer den All-Star-Games gab es drei weitere Anlässe, bei dem die NHL ein All-Star-Team stellte. Bei der Summit Series 1972 und beim Challenge Cup 1979 waren keine Spieler der Penguins im Kader. Für das Rendez-vous ’87, bei dem erneut die sowjetische Nationalmannschaft Gegner des NHL-Teams war, stand Mario Lemieux im Kader des NHL-Teams und steuerte in den beiden Partien drei Vorlagen bei.

### Franchiserekorde

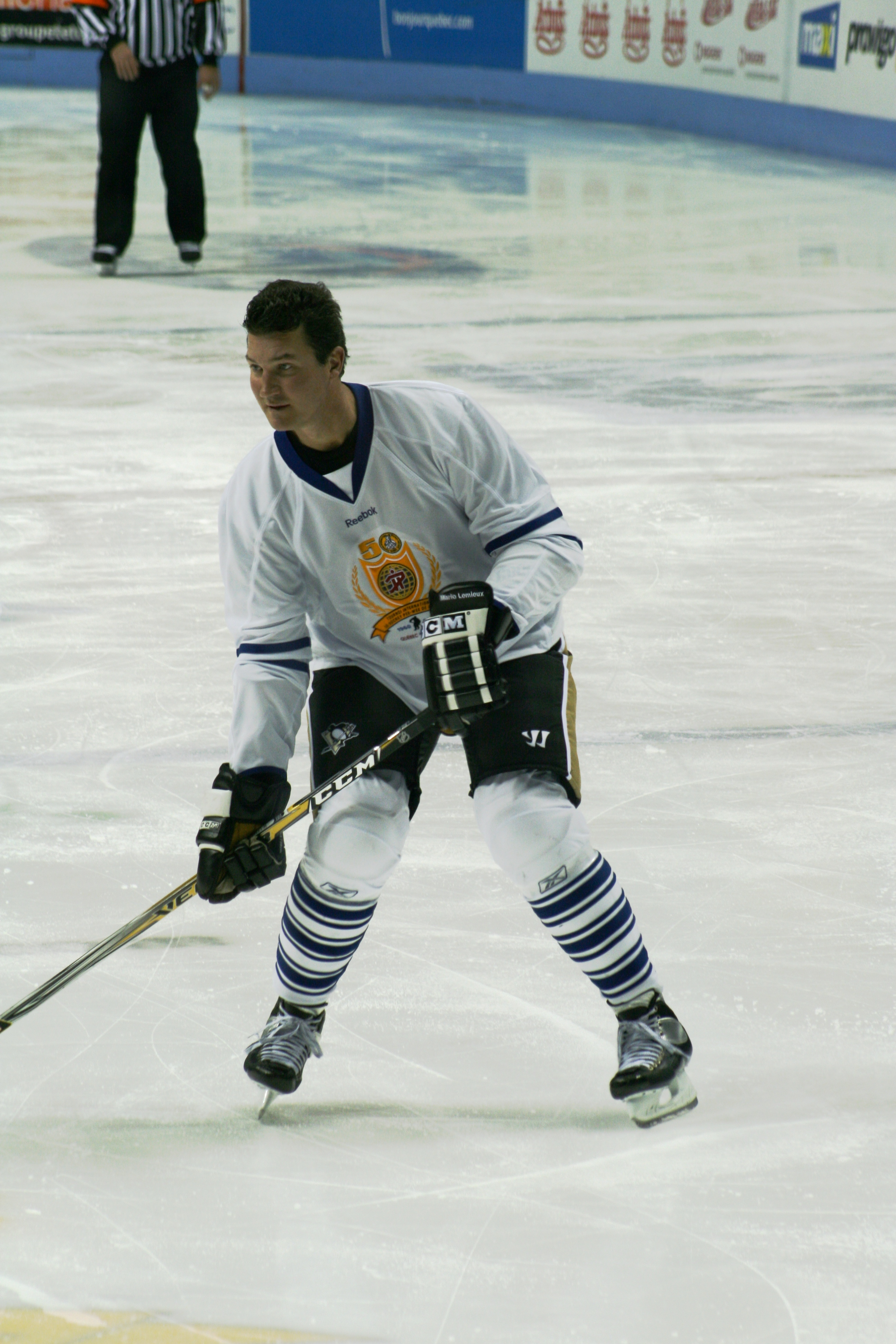
Mario Lemieux hält diverse Franchise-Rekorde

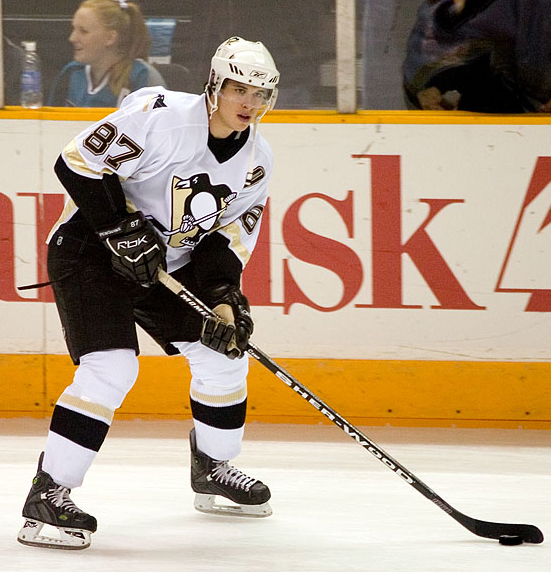
Sidney Crosby ist der erfolgreichste Rookie des Klubs

Im Folgenden werden ausgewählte Spielerrekorde des Franchise sowohl über die gesamte Karriere als auch über einzelne Spielzeiten aufgeführt.

#### Karriere
|                                   | Name              | Anzahl                                       |
| Meiste Spiele                     | Sidney Crosby*    | 1352 (in 19 Spielzeiten)                     |
| Meiste aufeinanderfolgende Spiele | Craig Adams       | 319 (18. Oktober 2010 bis 18. Dezember 2014) |
| Meiste Tore                       | Mario Lemieux     | 690                                          |
| Meiste Vorlagen                   | Sidney Crosby*    | 1.062                                        |
| Meiste Punkte                     | Mario Lemieux     | 1.723 (690 Tore + 1.033 Vorlagen)            |
| Meiste Strafminuten               | Jewgeni Malkin*   | 1.202                                        |
| Meiste Shutouts                   | Marc-André Fleury | 44                                           |

* aktiver Spieler; Stand Ende Saison 2024/25

#### Saison
|                               | Name          | Anzahl                       | Saison  |
| Meiste Tore                   | Mario Lemieux | 85                           | 1988/89 |
| Meiste Vorlagen               | Mario Lemieux | 114                          | 1988/89 |
| Meiste Punkte                 | Mario Lemieux | 199 (85 Tore + 114 Vorlagen) | 1988/89 |
| Meiste Punkte als Rookie      | Sidney Crosby | 102 (39 Tore + 63 Vorlagen)  | 2005/06 |
| Meiste Punkte als Verteidiger | Paul Coffey   | 113 (30 Tore + 83 Vorlagen)  | 1988/89 |
| Meiste Strafminuten           | Paul Baxter   | 409                          | 1981/82 |
| Meiste Siege als Torhüter     | Tom Barrasso  | 43                           | 1992/93 |

## Trainer

### Sportliche Misserfolge (1967 bis 1988)
Abkürzungen: GC = Spiele, W = Siege, L = Niederlagen, T = Unentschieden, OTL = Niederlagen nach
Overtime, Pts = Punkte, Pts % = Punktquote
| Name            | Saison            | Reguläre Saison | Reguläre Saison | Reguläre Saison | Reguläre Saison | Reguläre Saison | Reguläre Saison | Playoffs | Playoffs | Playoffs |
| Name            | Saison            | GC              | W               | L               | T               | Pts             | Pts %           | GC       | W        | L        |
| George Sullivan | 1967/68–1968/69   | 150             | 47              | 79              | 24              | 118             | .313            | —        | —        | —        |
| Red Kelly       | 1969/70–1972/73*  | 274             | 90              | 132             | 52              | 232             | .328            | 14       | 6        | 8        |
| Ken Schinkel    | 1972/73*–1973/74* | 86              | 29              | 49              | 8               | 66              | .337            | —        | —        | —        |
| Marc Boileau    | 1973/74*–1975/76* | 151             | 66              | 61              | 24              | 156             | .437            | 9        | 5        | 4        |
| Ken Schinkel    | 1975/76*–1976/77  | 117             | 54              | 43              | 20              | 128             | .462            | 6        | 2        | 4        |
| Johnny Wilson   | 1977/78–1979/80   | 240             | 91              | 105             | 44              | 226             | .379            | 12       | 4        | 8        |
| Eddie Johnston  | 1980/81–1982/83   | 240             | 79              | 126             | 35              | 193             | .329            | 10       | 4        | 6        |
| Lou Angotti     | 1983/84           | 80              | 16              | 58              | 6               | 38              | .200            | —        | —        | —        |
| Bob Berry       | 1984/85–1986/87   | 240             | 88              | 127             | 25              | 201             | .367            | —        | —        | —        |
| Pierre Creamer  | 1987/88           | 80              | 36              | 35              | 9               | 81              | .450            | —        | —        | —        |

* Wechsel während der laufenden Saison;
** Interimstrainer
In den frühen Jahren der Penguins gab es nicht viele Erfolge zu feiern. Red Kelly war mit dreieinhalb Jahren am längsten Trainer der Penguins. Eddie Johnston übergab 1983 das Traineramt und übernahm die Position des General Managers. In seine Zeit fiel die Verpflichtung von Mario Lemieux. Nachdem sich trotz großartiger Leistungen des neuen Stars die sportlichen Erfolge nicht einstellten, wechselten die Verantwortlichen im Sommer 1988 Trainer und Manager aus.

### Die Ära Craig Patrick (seit 1988)
| Name              | Saison            | Reguläre Saison | Reguläre Saison | Reguläre Saison | Reguläre Saison | Reguläre Saison | Reguläre Saison | Reguläre Saison | Playoffs | Playoffs | Playoffs |
| Name              | Saison            | GC              | W               | L               | T               | OTL             | Pts             | Pts %           | GC       | W        | L        |
| Gene Ubriaco      | 1988/89–1989/90*  | 106             | 50              | 47              | 9               | —               | 109             | .472            | 11       | 7        | 4        |
| Craig Patrick     | 1989/90*          | 54              | 20              | 26              | 6               | —               | 50              | .370            | —        | —        | —        |
| Bob Johnson       | 1990/91           | 80              | 41              | 33              | 6               | —               | 88              | .513            | 24       | 16       | 8        |
| Scotty Bowman     | 1991/92–1992/93   | 164             | 95              | 53              | 16              | —               | 206             | .579            | 33       | 23       | 10       |
| Eddie Johnston    | 1993/94–1996/97*  | 276             | 153             | 98              | 25              | —               | 331             | .554            | 36       | 18       | 18       |
| Craig Patrick     | 1996/97           | 20              | 7               | 10              | 3               | —               | 17              | .350            | 5        | 1        | 4        |
| Kevin Constantine | 1997/98–1999/00*  | 189             | 86              | 64              | 35              | 4               | 211             | .455            | 19       | 8        | 11       |
| Herb Brooks       | 1999/00*          | 57              | 29              | 21              | 5               | 2               | 65              | .509            | 11       | 6        | 5        |
| Ivan Hlinka       | 2000/01–2001/02*  | 86              | 42              | 32              | 9               | 3               | 96              | .488            | 18       | 9        | 9        |
| Rick Kehoe        | 2001/02*–2002/03  | 160             | 55              | 81              | 14              | 10              | 134             | .344            | —        | —        | —        |
| Eddie Olczyk      | 2003/04–2005/06*  | 113             | 31              | 64              | 8               | 10              | 80              | .274            | —        | —        | —        |
| Michel Therrien   | 2005/06*–2008/09* | 272             | 135             | 105             | —               | 32              | 302             | .555            | 25       | 15       | 10       |
| Dan Bylsma        | 2008/09*–2013/14  | 400             | 252             | 117             | —               | 32              | 536             | .670            | 78       | 43       | 35       |
| Mike Johnston     | 2014/15–2015/16*  | 110             | 58              | 37              | —               | 15              | 131             | .595            | 5        | 1        | 4        |
| Mike Sullivan     | 2015/16*–2024/25  | 753             | 409             | 255             | —               | 89              | 907             | .602            | 82       | 44       | 38       |
| Dan Muse          | seit 2025/26      |                 |                 |                 | —               |                 |                 |                 |          |          |          |

Mehr als 15 Jahre war Craig Patrick General Manager der Penguins. In seinem zweiten Jahr im Amt löste er Gene Ubriaco kurz nach Saisonbeginn als Trainer ab und leitete das Team bis zum Ende der Saison. Mit Bob Johnson, einem unerschütterlichen Optimisten, holte Patrick genau den Mann, den die Penguins benötigten. Nachdem er in seinem ersten Jahr das Team zum Stanley Cup geführt hatte, diagnostizierten die Ärzte bei ihm einen Gehirntumor und Pittsburgh benötigte einen neuen Trainer. Mit Scotty Bowman konnte die Klubführung einen erfahrenen Erfolgstrainer verpflichten, mit dem die Titelverteidigung gelang. Nach zwei Jahren holte das Management den ehemaligen Trainer und General Manager Eddie Johnston zurück, der nun Red Kelly als Rekordtrainer ablöste. Insgesamt betreute er das Team bei 516 Spielen. Kein anderer Trainer in Pittsburgh kann annähernd an diese Anzahl an Spielen heranreichen.
Nachdem General Manager Ray Shero während der Saison 2008/09 Dan Bylsma als Nachfolger von Michel Therrien installierte, begann für die Penguins eine erfolgreichere Periode. Bylsma gewann direkt in seiner ersten Saison den Stanley Cup; zudem erreichte Pittsburgh unter ihm immer die Play-offs. Bei seiner Entlassung nach der Saison 2013/14 war Bylsma außerdem der Trainer mit den meisten Siegen in der Geschichte des Franchise (252). Sein Nachfolger wurde Mike Johnston, der jedoch nach bereits nach knapp eineinhalb Jahren von Mike Sullivan abgelöst wurde, unter dem Pittsburgh in der Saison 2015/16 zum vierten Mal den Stanley Cup gewinnen und im Jahr darauf verteidigen konnte. Seine Ära endete nach zehn Jahren, am Ende der Spielzeit 2024/25. Seine Nachfolge trat Dan Muse an.

## General Manager
| Name        | Saison            |
| Jack Riley  | 1967/68–1969/70   |
| Red Kelly   | 1970/71–1971/72*  |
| Jack Riley  | 1971/72*–1973/74* |
| Jack Button | 1973/74*–1974/75  |
| Wren Blair  | 1975/76–1976/77*  |
| Baz Bastien | 1976/77*–1982/83  |

| Name           | Saison           |
| Eddie Johnston | 1983/84–1987/88  |
| Tony Esposito  | 1988/89–1989/90* |
| Craig Patrick  | 1989/90*–2005/06 |
| Ray Shero      | 2006/07–2013/14  |
| Jim Rutherford | 2014/15–2020/21* |
| Ron Hextall    | 2020/21*–2022/23 |
| Kyle Dubas     | seit 2023/24     |

In den frühen Jahren gab es auf der Position des General Managers häufige Wechsel. Nach drei Jahren im Amt übergab Jack Riley den Posten an Red Kelly, den damaligen Trainer. Doch nach eineinhalb Spielzeiten kehrte Riley auf die Position des General Managers zurück und Kelly konzentrierte sich wieder auf die Arbeit als Trainer. Baz Bastien brachte 1976 etwas Kontinuität ins Management und blieb als Manager für sechseinhalb Jahre. Mit Eddie Johnston übernahm der Mann seine Nachfolge, der bislang Trainer gewesen war. Nach fünf Jahren übergab er an den ehemaligen Torwart Tony Esposito. Schon nach anderthalb Jahren wurde dieser von Craig Patrick abgelöst. Der Enkel von Lester Patrick hatte zuvor bei den New York Rangers Erfahrung als General Manager gesammelt, musste dort aber Espositos Bruder Phil Platz machen. Unter Patricks Zeit fallen die beiden Stanley-Cup-Siege Anfang der 1990er Jahre. Für 15 Spielzeiten blieb er den Penguins treu. 2006 wurde er von Ray Shero abgelöst. Shero ist der Sohn des erfolgreichen Trainers Fred Shero, den Craig Patrick 25 Jahre zuvor bei den Rangers beerbt hatte. Nach acht Jahren Zusammenarbeit entließ man Shero im Mai 2014; Jim Rutherford trat seine Nachfolge an. Dieser trat im Januar 2021 aus persönlichen Gründen zurück, ehe wenig später Ron Hextall die Geschicke des Teams übernahm. Dieser wurde nach Verpassen der Playoffs Ende der Saison 2022/23 entlassen und durch Kyle Dubas ersetzt.

## Spieler

### Kader der Saison 2024/25
Stand: Ende der Saison 2024/25
| Nr. | Nat.               | Spieler               | Pos. | Geburtsdatum       | in Org. seit | Geburtsort                        |
| --- | ------------------ | --------------------- | ---- | ------------------ | ------------ | --------------------------------- |
| 35  | Kanada             | Tristan Jarry         | G    | 29. April 1995     | 2013         | Surrey, British Columbia, Kanada  |
| 39  | Vereinigte Staaten | Alex Nedeljkovic      | G    | 7. Januar 1996     | 2023         | Parma, Ohio, USA                  |
| 27  | Kanada             | Ryan Graves           | D    | 21. Mai 1995       | 2023         | Yarmouth, Nova Scotia, Kanada     |
| 24  | Vereinigte Staaten | Matt Grzelcyk         | D    | 5. Januar 1994     | 2024         | Charlestown, Massachusetts, USA   |
| 73  | Kanada             | Pierre-Olivier Joseph | D    | 1. Juli 1999       | 2024         | Laval, Québec, Kanada             |
| 65  | Schweden           | Erik Karlsson         | D    | 31. Mai 1990       | 2023         | Landsbro, Schweden                |
| 58  | Kanada             | Kris Letang – A       | D    | 24. April 1987     | 2007         | Montreal, Québec, Kanada          |
| 5   | Vereinigte Staaten | Ryan Shea             | D    | 11. Februar 1997   | 2023         | Milton, Massachusetts, USA        |
| 20  | Kanada             | Conor Timmins         | D    | 18. September 1998 | 2025         | St. Catharines, Ontario, Kanada   |
| 55  | Vereinigte Staaten | Noel Acciari          | C    | 1. Dezember 1991   | 2023         | Johnston, Rhode Island, USA       |
| 87  | Kanada             | Sidney Crosby – C     | C    | 7. August 1987     | 2005         | Cole Harbour, Nova Scotia, Kanada |
| 19  | Kanada             | Connor Dewar          | C    | 26. Juni 1999      | 2025         | The Pas, Manitoba, Kanada         |
| 13  | Vereinigte Staaten | Kevin Hayes           | RW   | 8. Mai 1992        | 2024         | Dorchester, Massachusetts, USA    |
| 43  | Kanada             | Danton Heinen         | C    | 5. Juli 1995       | 2025         | Langley, British Columbia, Kanada |
| 46  | Vereinigte Staaten | Blake Lizotte         | C    | 13. Dezember 1997  | 2024         | Lindstrom, Minnesota, USA         |
| 71  | Russland           | Jewgeni Malkin – A    | C    | 31. Juli 1986      | 2006         | Magnitogorsk, Russische SFSR      |
| 83  | Vereinigte Staaten | Matt Nieto            | LW   | 5. November 1992   | 2023         | Long Beach, Kalifornien, USA      |
| 18  | Vereinigte Staaten | Thomas Novak          | C    | 28. April 1997     | 2025         | Saint Paul, Minnesota, USA        |
| 67  | Schweden           | Rickard Rakell        | C    | 5. Mai 1993        | 2022         | Stockholm, Schweden               |
| 17  | Vereinigte Staaten | Bryan Rust            | RW   | 11. Mai 1992       | 2014         | Pontiac, Michigan, USA            |
| 53  | Kanada             | Philip Tomasino       | C    | 28. Juli 2001      | 2024         | Mississauga, Ontario, Kanada      |

### Mannschaftskapitäne
| Jahr      | Name             |
| 1967–1968 | Ab McDonald      |
| 1968–1973 | kein Kapitän     |
| 1973–1977 | Ron Schock       |
| 1977–1978 | Jean Pronovost   |
| 1978–1981 | Orest Kindrachuk |
| 1981–1984 | Randy Carlyle    |
| 1984–1986 | Mike Bullard     |
| 1986–1987 | Terry Ruskowski  |
| 1987      | Dan Frawley      |

| Jahr      | Name          |
| 1987–1994 | Mario Lemieux |
| 1995      | Ron Francis*  |
| 1995–1997 | Mario Lemieux |
| 1997–1998 | Ron Francis   |
| 1998–2001 | Jaromír Jágr  |
| 2001–2006 | Mario Lemieux |
| 2006–2007 | kein Kapitän  |
| seit 2007 | Sidney Crosby |

Erster Mannschaftskapitän der Pittsburgh Penguins wurde 1967 Ab McDonald, der schon über reichlich Erfahrung in der NHL verfügte. Doch nach nur einem Jahr verließ er Pittsburgh und der Posten des Mannschaftskapitän blieb fünf Jahre lang vakant. 1973 erhielt Ron Schock das „C“, das er für vier Jahre trug. In den folgenden Jahren wechselte das „C“ oft seinen Träger, am längsten trugen es noch Randy Carlyle und Orest Kindrachuk mit je drei Jahren. 1987 wurde der 22-jährige Superstar Mario Lemieux zum Mannschaftskapitän ernannt und entwickelte sich in diesem Amt als feste Größe. Während Lemieux auf Grund einer Krebserkrankung in der Saison 1994/95 pausierte, übernahm Ron Francis das Amt. Francis wurde auch Lemieuxs Nachfolger, als er 1997 sein Karriereende bekannt gab. Auf Ron Francis folgte eine dreijährige Amtszeit des tschechischen Starstürmer Jaromír Jágr, bis er 2001 die Penguins verließ. Mario Lemieux war zwischenzeitlich aus dem Ruhestand zurück aufs Eis gekehrt und übernahm das „C“ noch einmal bis zum Jahr 2006, als er endgültig seine Karriere beendete. In der Saison 2006/07 spielten die Penguins ohne Kapitän. Seit Beginn der Saison 2007/08 trägt Sidney Crosby als zwölfter Spieler des Franchise das „C“. Crosby ist somit der jüngste Mannschaftskapitän in der Geschichte der NHL. Seit dem Gewinn des Stanley Cups im Jahr 2009 ist er auch der jüngste Kapitän einer Meistermannschaft.

### Mitglieder der Hockey Hall of Fame
- Tom Barrasso, seit 2023
- Andy Bathgate seit 1978
- Leo Boivin seit 1986
- Scotty Bowman, seit 1991
- Herb Brooks, seit 2006
- Paul Coffey, seit 2004
- Ron Francis, seit 2007
- Tim Horton seit 1977
- Bob Johnson, seit 1992
- Mike Lange (Team Radio- und Fernsehkommentator seit 1975), seit 2001
- Mario Lemieux, seit 1997
- Joe Mullen, seit 2000
- Larry Murphy, seit 2004
- Craig Patrick, seit 2001
- Luc Robitaille, seit 2009
- Bryan Trottier, seit 1997
- Mark Recchi, seit 2017
- Sergei Subow, seit 2019
- Marián Hossa, seit 2020
- Jarome Iginla, seit 2020

### Gesperrte Trikotnummern
In ihrer Franchise-Geschichte haben die Pittsburgh Penguins bisher drei Trikotnummern offiziell gesperrt. Zudem wird eine weitere offiziell nicht mehr vergeben.
| Nr. | Name          | Sperrungsdatum             |
| 21  | Michel Brière | 5. Januar 2001             |
| 66  | Mario Lemieux | 19. November 1997          |
| 66  | Mario Lemieux | 24. Januar 2006            |
| 68  | Jaromír Jágr  | 18. Februar 2024           |
| 99  | Wayne Gretzky | 6. Februar 2000 (ligaweit) |

Erstmals wurde mit der Trikotnummer 66 von Mario Lemieux am 19. November 1997 eine Trikotnummer von den Pittsburgh Penguins offiziell gesperrt. Bevor jedoch ein weiteres Banner unter die Hallendecke der Mellon Arena gehängt wurde, folgte mit dem Comeback von Lemieux am 27. Dezember 2000 die symbolische „Entsperrung“ des Trikots mit der Nummer 66. Nach Lemieuxs endgültigem Karriereende wurde die Nummer 66 schließlich am 24. Januar 2006 zum zweiten Mal gesperrt.
Gut eine Woche nachdem Lemieuxs Nummer wieder freigegeben worden war, am 5. Januar 2001, wurde Michel Brières Trikotnummer 21 gesperrt und unter die Hallendecke gehängt. Briére hatte im Gegensatz zu Lemieux nur eine Saison für das Franchise bestritten, musste jedoch nach einem tragischen Verkehrsunfall seine Karriere im Alter von 20 Jahren beenden und verstarb wenig später. Aus diesem Grund war sein damals getragenes Trikot bereits seit 1970 nicht mehr vergeben worden und inoffiziell gesperrt. Am 18. Februar 2024 wurde die Nummer 68 von Jaromír Jágr gesperrt.
Des Weiteren wird die berühmte 99 des Kanadiers Wayne Gretzky nicht mehr an einen Spieler vergeben, da sie seit dem 6. Februar 2000 offiziell durch die Liga gesperrt ist.

### Top-10-Wahlrechte im NHL Entry Draft
| Name             | Jahr | Draft-Position |
| Greg Polis       | 1970 | 7.             |
| Blaine Stoughton | 1973 | 7.             |
| Pierre Larouche  | 1974 | 8.             |
| Blair Chapman    | 1976 | 2.             |
| Mike Bullard     | 1980 | 9.             |
| Rich Sutter      | 1982 | 10.            |
| Mario Lemieux    | 1984 | 1.             |
| Doug Bodger      | 1984 | 9.             |
| Craig Simpson    | 1985 | 2.             |
| Zarley Zalapski  | 1986 | 4.             |

| Name              | Jahr | Draft-Position |
| Chris Joseph      | 1987 | 5.             |
| Darrin Shannon    | 1988 | 4.             |
| Jaromír Jágr      | 1990 | 5.             |
| Ryan Whitney      | 2002 | 5.             |
| Marc-André Fleury | 2003 | 1.             |
| Jewgeni Malkin    | 2004 | 2.             |
| Sidney Crosby     | 2005 | 1.             |
| Jordan Staal      | 2006 | 2.             |
| Derrick Pouliot   | 2012 | 8.             |

Die Spieler der frühen Draftjahre 1963 bis 1968 sind hier nicht aufgeführt.
Die Pittsburgh Penguins hatten in ihrer Geschichte bisher 36 Draftpicks in der ersten Runde, davon gehörten 21 zu den ersten zehn eines Jahrgangs. In den siebziger Jahren hatten die Penguins fünfmal nicht die Möglichkeit einen Spieler in der ersten Runde auszuwählen, da sie die Erstrunden-Drafpicks in Transfergeschäften an andere Teams abgetreten hatten. Dreimal konnten sie den ersten Spieler eines Drafts auswählen. 1984 war es Mario Lemieux, 2003 folgte Torhüter Marc-André Fleury und 2005 wählten sie Sidney Crosby an erster Stelle aus. Weitere Spieler, die die Penguins mit Erstrunden-Draftpicks ausgewählt hatten, sind Jaromír Jágr, Markus Näslund und Martin Straka, die sich alle in der NHL durchsetzen konnten und wichtige Stützen für ihre Teams wurden.

### Franchise-Top-Punktesammler
Die zehn besten Punktesammler in der Geschichte des Franchise bis zum Ende der regulären Saison 2024/25 und der Playoffs 2025.
Abkürzungen: Pos = Position, GP = Spiele, G = Tore, A = Vorlagen, Pts = Punkte, P/G = Punkte pro Spiel
| Name            | Pos | Saison          | GP   | G   | A    | Pts  | P/G  |
| Mario Lemieux   | C   | 1984/85–1996/97 | 915  | 690 | 1033 | 1723 | 1,88 |
| Mario Lemieux   | C   | 2000/01–2005/06 | 915  | 690 | 1033 | 1723 | 1,88 |
| Sidney Crosby   | C   | seit 2005/06    | 1352 | 625 | 1062 | 1687 | 1,25 |
| Jewgeni Malkin  | C   | seit 2006/07    | 1213 | 514 | 832  | 1346 | 1,11 |
| Jaromír Jágr    | RW  | 1990/91–2000/01 | 806  | 439 | 640  | 1079 | 1,34 |
| Kris Letang     | D   | seit 2006/07    | 1161 | 175 | 597  | 772  | 0,66 |
| Rick Kehoe      | F   | 1974/75–1984/85 | 722  | 312 | 324  | 636  | 0,88 |
| Ron Francis     | C   | 1990/91–1997/98 | 533  | 164 | 449  | 613  | 1,15 |
| Jean Pronovost  | RW  | 1968/69–1977/78 | 753  | 316 | 287  | 603  | 0,80 |
| Kevin Stevens   | LW  | 1988/89–1994/95 | 522  | 260 | 295  | 555  | 1,06 |
| Kevin Stevens   | LW  | 2000/01–2001/02 | 522  | 260 | 295  | 555  | 1,06 |
| Syl Apps junior | C   | 1970/71–1977/78 | 495  | 151 | 349  | 500  | 1,01 |

| Name           | Pos | GP  | G  | A   | Pts | P/G  |
| Sidney Crosby  | C   | 180 | 71 | 130 | 201 | 1,12 |
| Jewgeni Malkin | C   | 177 | 67 | 113 | 180 | 1,02 |
| Mario Lemieux  | C   | 107 | 76 | 96  | 172 | 1,61 |
| Jaromír Jágr   | RW  | 140 | 65 | 82  | 147 | 1,05 |
| Kevin Stevens  | LW  | 103 | 46 | 60  | 106 | 1,03 |
| Ron Francis    | C   | 97  | 32 | 68  | 100 | 1,03 |
| Kris Letang    | D   | 149 | 23 | 67  | 90  | 0,60 |
| Chris Kunitz   | LW  | 126 | 23 | 53  | 76  | 0,60 |
| Larry Murphy   | D   | 74  | 15 | 57  | 72  | 0,97 |
| Jake Guentzel  | LW  | 58  | 34 | 24  | 58  | 1,00 |

### Bekannte ehemalige Spieler
- Tom Barrasso 1989–2000
- Mike Bullard 1980–1986
- Randy Carlyle 1978–1984
- Paul Coffey 1987–1991
- Ron Francis 1991–1998
- Kevin Hatcher 1996–1999
- Marián Hossa 2008
- Jaromír Jágr 1990–2001
- Darius Kasparaitis 1996–2002
- Alexei Kowaljow 1998–2003
- Robert Lang 1997–2002
- John LeClair 2005–2006
- Mario Lemieux 1984–1997 und 2000–2006
- Joe Mullen 1990–1995 und 1996–1997
- Larry Murphy 1990–1995

- Markus Näslund 1993–1996
- Petr Nedvěd 1995–1997
- Mark Recchi 1988–1991 und 2004–2007
- Luc Robitaille 1994–1995
- Ulf Samuelsson 1991–1995
- Kevin Stevens 1987–1995 und 2001–2002
- Martin Straka 1992–1995 und 1997–2003
- Dick Tärnström 2002–2004 und 2005–2006
- Rick Tocchet 1992–1994
- Bryan Trottier 1990–1993 und 1993–1994